# Julieta (satélite)
Julieta es un satélite natural de Urano. Fue descubierto el 3 de enero de 1986 por la sonda espacial Voyager 2 y su designación provisional fue S/1986 U 2. Debe su nombre al personaje femenino de la obra Romeo y Julieta de William Shakespeare. También es llamado Urano XI.
Julieta pertenece al grupo de Porcia, que también incluye a Bianca, Crésida, Desdémona, Porcia, Rosalinda, Cupido, Belinda y Perdita. Estos satélites tienen órbitas y propiedades fotométricas similares. Por desgracia, aparte de los datos de su órbita, su radio de 53 kilómetros, y el albedo geométrico de 0.08, prácticamente no se sabe nada de Julieta.
En las imágenes enviadas por la Voyager 2, Julieta aparece como un objeto alargado, con el eje principal apuntando hacia Urano. Su superficie es de color gris. Julieta puede colisionar con Desdémona en los próximos 100 millones de años.